# Astoxenus longicollis
Astoxenus longicollis är en skalbaggsart som beskrevs av Basilewsky 1950. Astoxenus longicollis ingår i släktet Astoxenus och familjen Cetoniidae. Inga underarter finns listade.